# ۰۰۷: مأمور زیر آتش
جیمز باند: مأمور زیر آتش (به انگلیسی: James Bond 007: Agent Under Fire) اولین سری از بازی‌های جیمز باند می‌باشد که بر روی پلی استیشن ۲، ایکس باکس و گیم کیوب عرضه گردید. این بازی ابتدا توسط شرکت الکترونیک آرتز در سال ۲۰۰۱ میلادی بر روی کنسول (پلی استیشن ۲) و سپس نسخه‌ای از آن در سال ۲۰۰۲ میلادی برای کنسول‌های ایکس باکس و گیم کیوب به بازارهای جهانی عرضه گردید. سبک این بازی اکشن و به صورت تیراندازی اول شخص می‌باشد.

## داستان بازی
بازیباز در این بازی در نقش شخصیت جیمز باند قرار گرفته و هدف اصلی آزاد نمودن "نایت شِید" (Zoe Nightshade) مأمور مخفی سازمان جاسوسی آمریکا (CIA) از اسارت شخصیت منفی بازی "نایگل بلاچ" (Nigel Bloch) می‌باشد. همچنین وظیفه بدست آوردن نمونه‌های DNA موجود در شرکت صنعتی Malprave نیز یکی دیگر از اهداف جیمز باند در این بازی می‌باشد.

## گیم‌پلی
گیم پلی این بازی بسیار شبیه به بازی‌های دیگر این سری یعنی "چشم طلایی" و "دنیا کافی نیست" می‌باشد. در این بازی بازیباز در نقش جیمز باند و از دید او در بازی شرکت کرده و مراحل را با استفاده از اسلحه‌های متنوع و ابزارهای ویژه پشت سر می گذارد. همچنین ماشین فوق مدرن جیمز باند "بی ام دبلیو زد ۸" نیز در این بازی و در بعضی مراحل قابل استفاده می‌باشد. براساس درجه سختی بازی و امتیاز جمع‌آوری شده توسط بازیباز در انتهای هر مرحله، بازیباز امتیاز خاصی توسط بازی دریافت می‌کند که می‌تواند منجر به بازشدن بعضی قابلیت‌های ویژه و جانبی برای بازیباز باشد.

لازم به ذکر است نسخه پلی استیشن ۲ این بازی امتیاز بالاتری نسبت به نسخه دو کنسول دیگر در بین سایتهای منتقد بازی دریافت کرده‌است.

## شخصیت‌ها

### شخصیت‌های اصلی[۳]
- جیمز باند
- اِم (با صدای جودی دنچ)
- کیو (با صدای جان کلیز)

### شخصیت‌های فرعی
- زوی نایت شِید [۴]
- آدریان مالپریو [۵]
- نایگل بلاچ [۶]
- کارلا شغال [۷]
- رجینالد گریفین [۸]
- ناتالیا دامسکیو [۹]

## اسلحه‌ها
اسلحه‌های به کار رفته در این بازی عبارتند از :

| نام اسلحه               | نوع اسلحه    | قدرت                                         | قابلیت ویژه                            |
| ----------------------- | ------------ | -------------------------------------------- | -------------------------------------- |
| وُلفرام پی ۲ کِی          | تپانچه       | ضعیف                                         | صدا خفه کن                             |
| ویندسور وایپر           | تپانچه       | عالی                                         | ندارد                                  |
| آی اِی سی دیفندر         | تپانچه       | عالی                                         | ندارد                                  |
| دارت گان                | تپانچه       | ضعیف                                         | ندارد                                  |
| گلدن گان                | تپانچه       | خوب                                          | صدا خفه کن                             |
| کافلر استاک کِی اس ۷     | اسلحه خودکار | ضعیف                                         | ندارد                                  |
| اینگالس مدل ۲۰          | اسلحه خودکار | ضعیف                                         | ندارد                                  |
| کالیپسو پی ۷۵۰          | اسلحه خودکار | معمولی                                       | ندارد                                  |
| پی اس ۱۰۰               | اسلحه خودکار | معمولی                                       | ندارد                                  |
| کازاکویچ کِی آ ۵۷        | اسلحه جنگی   | معمولی                                       | ندارد                                  |
| کازاکویچ کِی آ ۵۷ اس     | اسلحه جنگی   | معمولی                                       | دوربین جهت تیراندازی از راه دور        |
| ویندسور اف اس یو ۴      | اسلحه جنگی   | معمولی                                       | قابلیت پرتاب نارنجک                    |
| مِیر وستلیچر یو جی دبلیو | اسلحه جنگی   | معمولی                                       | دوربین جهت تیراندازی از راه دور        |
| کافلر استاک دی ۱۷       | اسلحه جنگی   | خوب                                          | دوربین جهت تیراندازی از راه دور        |
| فرینِسی ۱۲               | اسلحه جنگی   | عالی برای مبارزات نزدیک، ضعیف در مبارزات دور | شاتگان اتوماتیک (فقط در نسخه چند نفره) |
| ام آر ال ۲۲             | اسلحه جنگی   | خوب (فقط در نسخه تک‌نفره)                     | موشک هدایت شونده                       |
| نارنجک انداز            | اسلحه جنگی   | فوق العاده عالی (فقط در نسخه چندنفره)        | قابلیت پرتاب نارنجکهای خوشه ای         |
| فیکسد گان               | اسلحه جنگی   | خوب                                          | قابلیت نابودی هلیکوپترها               |
| اس اس آر ۴۰۰۰           | اسلحه جنگی   | فوق العاده عالی                              | دوربین جهت تیراندازی از راه دور        |
| آرسی اچ ۱               | اسلحه جنگی   | عالی                                         | موشک هدایت شونده                       |
| توپ فوتونی              | اسلحه جنگی   | فوق العاده عالی                              | شلیک فوتونی                            |

## مشخصات فنی
- گرافیک: این بازی از سری بازی‌های "تیراندازی اول شخص" می‌باشد و محیط بازی به صورت کاملاً سه بعدی طراحی و ساخته شده‌است.
- صدا و موسیقی: موسیقی استفاده شده در این بازی بر اساس تم معروف "جیمز باند" بازسازی شده و افکت‌های صوتی استفاده شده در بازی توسط "ساکی کاسکاس" (Saki Kaskas) تهیه گردیده است. جهت ضبط صدای شخصیت‌های این بازی نیز، از صداپیشگان مختلفی توسط شرکت الکترونیک آرتز شعبه کانادا بهره گرفته شده‌است.[۳۲]